# Lasse Sætre
Lasse Sætre (Oslo, 10 de marzo de 1974) es un deportista noruego que compitió en patinaje de velocidad sobre hielo. 
Participó en tres Juegos Olímpicos de Invierno, obteniendo una medalla de bronce en Salt Lake City 2002, en la prueba de 10 000 m, el séptimo lugar en Nagano 1998 y el quinto en Turín 2006, en la misma prueba. Ganó una medalla de bronce en el Campeonato Mundial de Patinaje de Velocidad sobre Hielo en Distancia Individual de 2003.

## Palmarés internacional
| Juegos Olímpicos                           | Juegos Olímpicos                | Juegos Olímpicos  | Juegos Olímpicos |
| Año                                        | Lugar                           | Medalla           | Prueba           |
| ------------------------------------------ | ------------------------------- | ----------------- | ---------------- |
| 2002                                       | Salt Lake City (Estados Unidos) | Medalla de bronce | 10 000 m         |
| Campeonato Mundial en Distancia Individual |                                 |                   |                  |
| Año                                        | Lugar                           | Medalla           | Prueba           |
| 2003                                       | Berlín (Alemania)               | Medalla de bronce | 10 000 m         |